# Kierzków (województwo zachodniopomorskie)
Kierzków (do 1945 niem. Kerkow) – wieś w Polsce położona w województwie zachodniopomorskim, w powiecie myśliborskim, w gminie Myślibórz. 
W latach 1954–1971 wieś należała i była siedzibą władz gromady Kierzków, po jej zniesieniu w gromadzie Golenice. W latach 1975–1998 miejscowość administracyjnie należała do województwa gorzowskiego.

## Zabytki
- park dworski, pozostałość po dworze[4].

inne
- XVIII-wieczny kościół z barokowymi detalami, wieża ryglowa nakryta drewnianym hełmem[5]